# Хирт, Ян
Ян Хирт (чеш. Jan Hirt; род. 21 января 1991 в Тршебиче, Чехия) — чешский профессиональный  шоссейный велогонщик, выступающий  с 2020 года за команду мирового тура «CCC Team».. Победитель юниорского чемпионата Чехии в групповой гонке 2009 года.

## Достижения
2008
Тур дю От-Вар
4-й этап
2009
Чемпионат Чехии 
1-й  Групповая гонка U19
1-й  Гран-при Генерала Паттона
2-й этап
2013
Тур Азербайджана
4-й этап
Тур Чехии
1-й этап (КГ)
2-й Peace Race U23
2014
Тур Чехии
3-й этап
3-й Тур Эльзаса
3-й Гран-при Краловоградецкого края
2015
3-й Тур Австрии
2016
1-й  Тур Австрии
4-й этап
2017
3-й Тур Хорватии
6-й Про Эцталер 5500
2018
10-й Тур Альп
2019
5-й Тур Швейцарии
7-й Тур Альп

## Статистика выступлений

### Гранд-туры
| Гонка           | 2017 | 2018 | 2019 |
| --------------- | ---- | ---- | ---- |
| Джиро д'Италия  | 12   | 46   | 27   |
| Тур де Франс    | —    | —    | —    |
| Вуэльта Испании | —    | 74   | —    |

| — | Не участвовал |